# Anaconda – Offspring
Anaconda – Offspring ist ein US-amerikanischer Spielfilm aus dem Jahr 2008. Es ist eine Fortsetzung zum Film Anaconda und Anacondas: Die Jagd nach der Blut-Orchidee. Anaconda – Offspring wurde als Fernsehfilm produziert und dann auf DVD veröffentlicht. In Deutschland erschien er am 18. November 2008 direkt auf DVD.

## Handlung
Zwei riesige Anakondas brechen aus einem Labor aus. Dort verabreichte man den Schlangen Drogen und andere Mittel, um herauszufinden, warum diese nur bei Schlangen wirken. Der Wissenschaftler Murdoch kam für die Kosten auf und ist schockiert, als er erfährt, dass die riesigen und durch das Serum aggressiv gewordenen Schlangen ausgebrochen sind und auf ihrer Flucht zahlreiche Wissenschaftler getötet haben. Er bestellt ein Team ein, um die Schlangen wieder einzufangen, darunter auch den Gruppenleiter Hammet, besser bekannt als der Schlangenjäger.
Nach und nach werden die Mitglieder des Teams jedoch Opfer der aggressiven Schlangen, von denen das Weibchen trächtig war. Hammet und Dr. Haze werden in ein Gebäude getrieben, wo das Weibchen ihre Jungen bekommen hat. Es gelingt den beiden, das Gebäude zu sprengen und die Schlangen zu töten. Ein Schlangenjunges kann jedoch von Murdochs Männern gerettet und ihm überbracht werden, so dass den Drehbuchschreibern ein Anknüpfungspunkt für die Fortsetzung des Films, Anacondas: Trail of Blood, blieb.

## Kritik
„Der Fortsetzungswahn greift weiter um sich. ‚Anaconda: Offspring‘ ist in jeder Hinsicht eine Zumutung. Die CGI-Effekte stammen aus Atari-Zeiten und die Schauspieler hatten offensichtlich keinen Bock, ihrem Job nachzugehen. Als Film eine Nullnummer, als Stoff für den nächsten bierseeligen [sic!] DVD-Abend (Minimum: 2,5 Promille) unbezahlbar.“